# 安童 (札剌亦儿氏)
安童（1248年—1293年2月26日），元朝政治家札剌亦儿氏，木华黎四世孙。
安童少年时即随同忽必烈征战，忽必烈称帝后，即任命其为四怯薛之长，掌管宿卫。至元二年（1265年），安童被任命为中书右丞相。在任丞相期间，安童深受儒家思想影响，积极协助忽必烈推行汉法，在权力争斗中扳倒了阿合马。至元十二年（1275年），辅佐北平王那木罕出镇阿力麻里，防御察合台汗国和窝阔台汗国的进攻。次年，部将叛乱，将其绑献于金帐汗国的忙哥帖木儿，忙哥帖木儿又将其转送窝阔台汗国的海都，直到至元二十一年（1284年），方才被放还。
被放还后，安童逐渐失去忽必烈的信任。至元二十四年（1287年），忽必烈新建尚书省，架空安童，不久又将其免职。至元三十年正月十九日（1293年2月26日），安童去世。大德七年，赠推忠同德翊运功臣、太师、开府仪同三司、上柱国、东平王、谥忠宪。碑曰《开国元勋命世大臣之碑》。后加赠推忠守正同德翊运功臣，进封鲁王。元惠宗至元二年（1335年），又赠推忠佐运开国元勋，于所封地建立祠堂，派官员致祭。

## 延伸阅读
[在维基数据编辑]
 《元史/卷126》，出自宋濂《元史》
 《新元史/卷119》，出自柯劭忞《新元史》